# La Marca del Este
La Marca del Este es una localización perteneciente al universo de ficción del juego de rol titulado Aventuras en la Marca del Este, de la cual toma este último su nombre.

## Descripción
La Marca del Este es, junto a la Marca del Oeste, una marca militar, es decir, un territorio fronterizo de Reino Bosque, al cual pertenece.
Se encuentra en el continente de Valión, el más importante de cuantos pueblan este mundo de fantasía. Linda con diferentes territorios con los que mantiene relaciones desde amistosas a abiertamente hostiles; entre ellos se encuentra al noreste con el reino de Ungoloz y al este con Visirtán. Al noroeste se encuentra el Bosque viejo y el reino de Esmeril y al este su marca hermana. Al norte, más allá de las praderas de Eltauro se encuentran las Naciones Orcas.
Geográficamente La Marca del Este también está rodeada de lugares dignos de mención. Al norte se encuentra el Gran Pantano y el Bosque de las arañas al este los desiertos de Visirtán al sur el Mar del Dragón y al este, más allá del río Draco y la fonda de los mediano la Marca del Oeste.
Su principal ciudad es Robleda, acompañada por el río Arroyosauce, que parte a la marca por la mitad, se encuentra de pleno en El camino de la Mantícora, por lo que es un lugar de paso de viajeros. Junto a Robleda hay algunas otras ciudades importantes como Alameda, al este, en el Bosqueacebo junto a la frontera con Visirtán, el villorrio del Estrecho, al sur en el mar del Dragón o Nidaros, cercana a Alameda junto al Valle sagrado, un lugar de gran peligro.
A pesar de ser una región perteneciente a un reino humano se pueden encontrar otras especies, como elfos, medianos o enanos. A pesar de que es una región que se considera "conquistada" hay peligrosas criaturas, como orcos, en las llanuras de Eltauro, trolls, en la cuenca que les da nombre, ogros, en cualquiera de sus muchos núcleos montañosos, y otras peligrosas bestias.